# Parasyrphus
Parasyrphus là một chi ruồi trong họ Syrphidae.